# Biała Niżna
Biała Niżna – wieś w Polsce położona w województwie małopolskim, w powiecie nowosądeckim, w gminie Grybów.
Wieś królewska Biała, położona w drugiej połowie XVI wieku w powiecie sądeckim województwa krakowskiego, należała do tenuty grybowskiej. W latach 1975–1998 miejscowość administracyjnie należała do województwa nowosądeckiego.

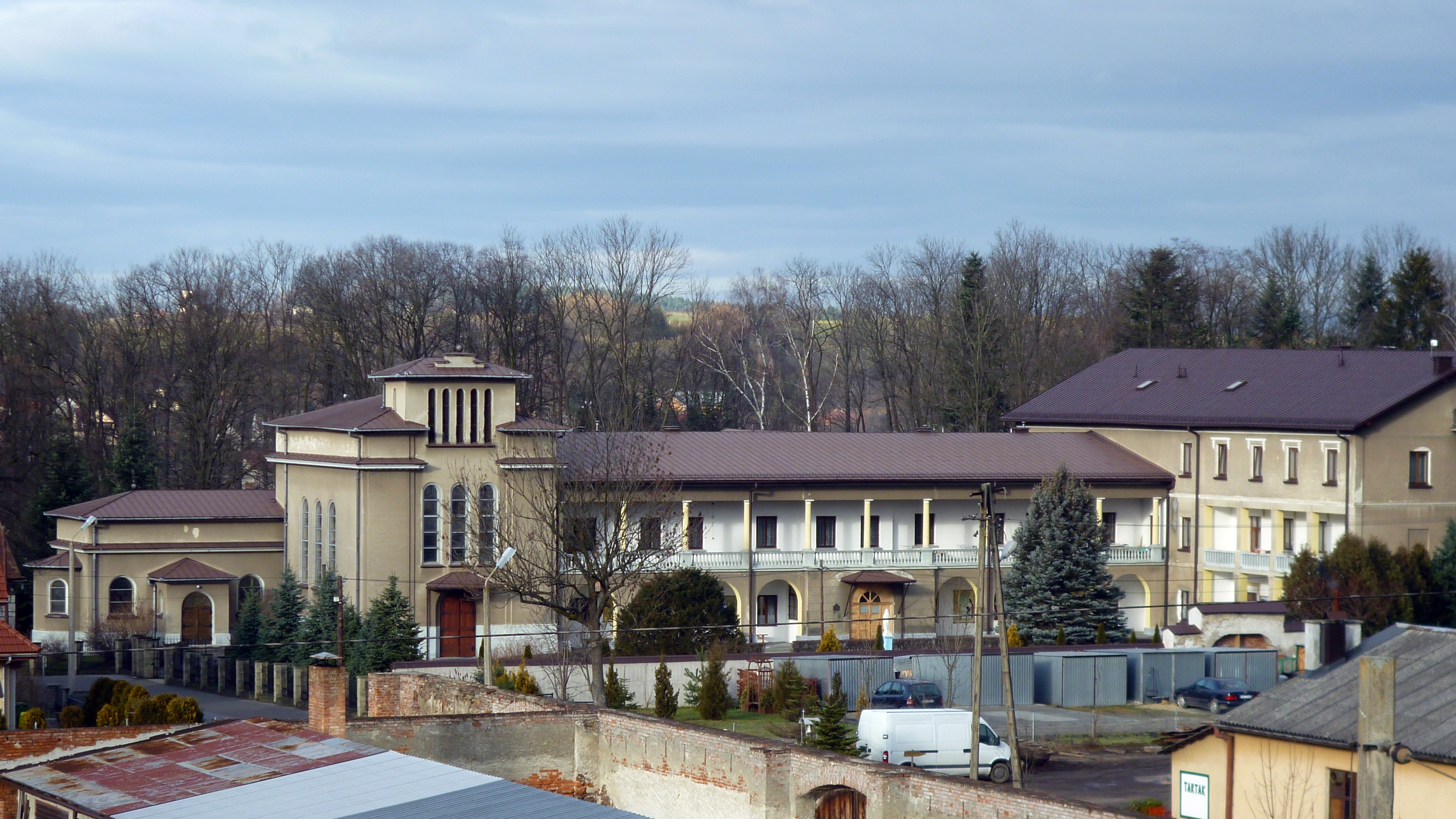
Biała Niżna, klasztor

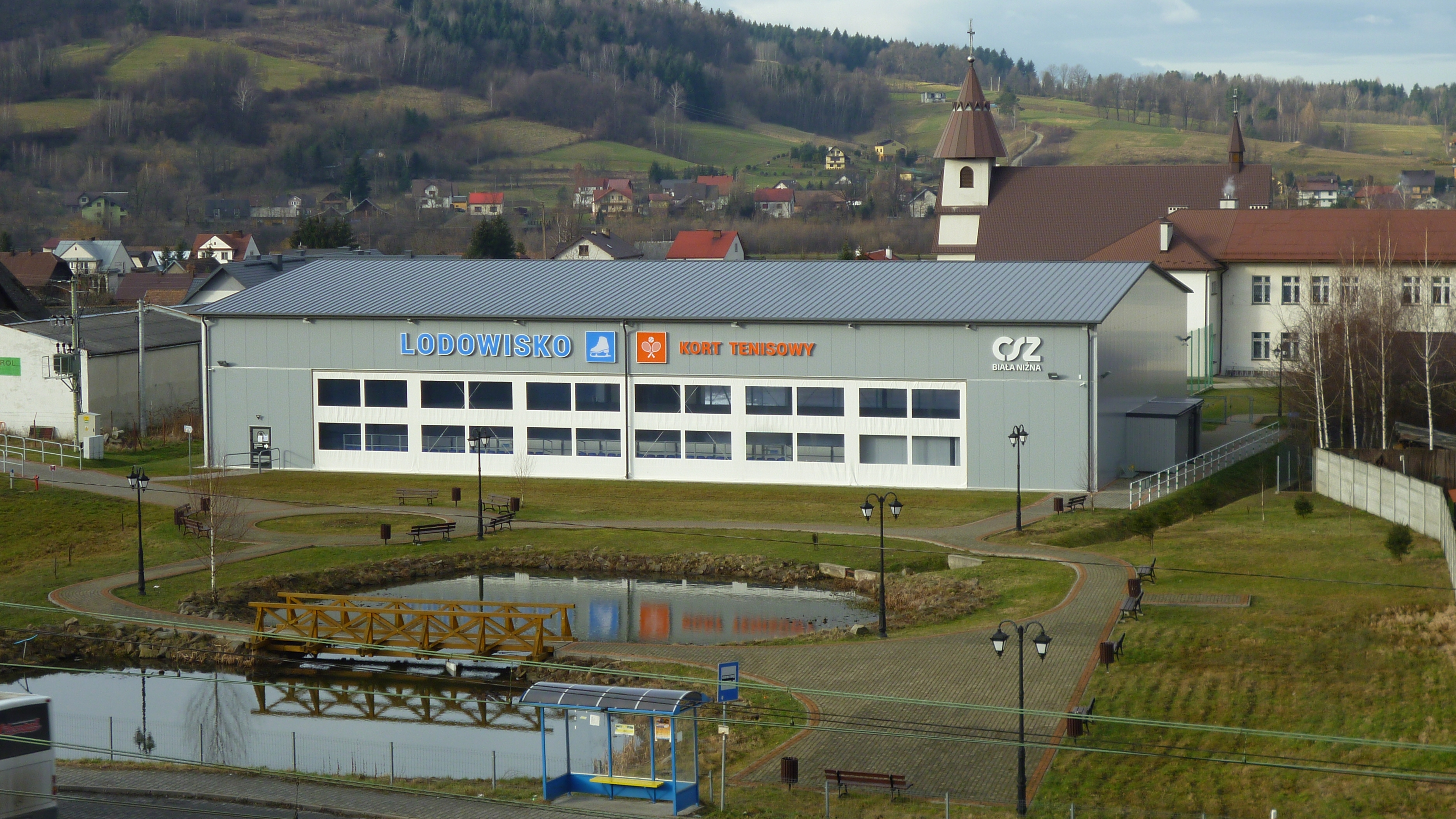
Kort tenisowy, lodowisko, Biała Niżna

## Położenie
Biała Niżna znajduje się w dolinie rzeki Biała. Zabudowania i pola miejscowości zajmują płaskie i dość rozległe dno doliny Białej oraz okoliczne wzgórza, między innymi Matelankę. Znajduje się w dwóch regionach geograficznych: na Pogórzu Rożnowskim (po lewej stronie Białej) i Pogórzu Ciężkowickim (po prawej stronie Białej). Graniczy z miejscowościami: Grybów, Siołkowa, Stróże, Gródek oraz Chodorowa.

## Części wsi
| SIMC    | Nazwa      | Rodzaj     |
| ------- | ---------- | ---------- |
| 0426727 | Bajorki    | część wsi  |
| 0426800 | Brzezie    | przysiółek |
| 0426740 | Grabna     | część wsi  |
| 0426816 | Granice    | osada      |
| 0426756 | Kogutówka  | część wsi  |
| 0426762 | Pod Dębami | część wsi  |
| 0426779 | Równie     | część wsi  |
| 0426791 | Słopna     | przysiółek |
| 0426785 | Zawodzie   | część wsi  |

## Zarys historii
Ślady bytowania człowieka sięgają czasów przedhistorycznych. Biała Niżna jest starsza od sąsiedniego Grybowa,
co stwierdza dokument lokacyjny tego miasta. W 1830 roku miejscowość stała się własnością Horschów.
Następnymi właścicielami wsi, dworu, młyna i tartaku byli Amalia i Cyryl Zieliński. W 1846 roku dochodziło do napadów chłopów na dwory w czasie rzezi galicyjskiej, właściciele posiadłości Białej Niżnej zbiegli na pewien czas na Węgry. Następnymi spadkobiercami majątku została córka dotychczasowych właścicieli Konstancja Zielińska (ur. 1819) która poślubiła hrabiego Eustachego Stadnickiego. W 1863 roku chłopi przeciwni powstaniu styczniowego dokonali marszu na Grybów, gdzie znajdował się punkt werbunkowy powstańców.
W 1873 roku całą ziemską posiadłość w Białej Niżnej wraz z dworem, młynem i tartakiem hrabina Konstancja Stadnicka zapisała testamentem sporządzonym 18 listopada, napisała w nim: … postanawiam aby to miejsce Biała Niżna, tyle dla mnie drogie... było przeznaczone na chwałę Bożą i pożytek wiejskiej ludności ... zapisuję pożytecznemu zgromadzeniu sióstr Dominikanek będących w Wielowsi…. W 1876 roku zmarł hrabia Eustachy Stadnicki, pochowany został w kaplicy grobowej Stadnickich przy kościele parafialnym w Grybowie.
Rok po śmierci męża w 1877 roku Konstancja spotkała się założycielką zgromadzenia Kolumbą Białecką aby omówić przekazanie majątku zakonowi. Konstancja Stadnicka zmarła 23 stycznia 1881 roku, pochowana została w Grybowie. Po śmierci Konstancji majątek użytkowała kuzynka hrabina Olimpia Stadnicka do 11 maja 1895 roku.
Klasztor Zgromadzenia Sióstr świętego Dominika powstał po przejęciu majątku w Białej Niżnej przez zgromadzenie w 1895 roku i tym samym roku rozbudowano kaplicę dworską na potrzeby zakonu. W latach 1938–1939 kaplicę ponownie rozbudowano która po poświęceniu 17 grudnia 1944 roku pełniła funkcję kościoła dla zakonu i mieszkańców wsi.
W okresie okupacji niemieckiej administrator folwarku klasztoru ks. Ludwik Jaroński działał w konspiracyjnym podziemiu w komórce Uprawa, zaopatrującej oddziały partyzanckie w żywność.
Przez miejscowość przebiegają droga krajowa nr 28 oraz droga wojewódzka nr 981.

## Zabytki
Obiekt wpisany do rejestru zabytków nieruchomych województwa małopolskiego.
- Cmentarz żydowski.
W Białej Niżnej w 1942 roku w czasie okupacji niemieckiej Niemcy zamordowali 360 Żydów, po wojnie w miejscu zbrodni wojennej wybudowano pomnik i utworzono cmentarz żydowski.

## Edukacja
W Białej Niżnej działa Zespół Szkolno-Przedszkolny im. św. Jana Kantego.

## Ochotnicza Straż Pożarna
W miejscowości znajduje się jednostka OSP założona w 1912 roku, posiada samochody GBARt 2,5/28 DAF 75-240/Rosenbauer/Profis i SLRr Toyota Hilux VIII FL/Anwa.

## Osoby związane z miejscowością
- Jan Lamers – pułkownik dyplomowany piechoty Wojska Polskiego
- Stanisław Kogut – polityk, senator
- Zofia Świdrak – polska plastyczka, działaczka społeczna i animatorka kultury
- Józef Krok – redemptorysta, kapelan Duszpasterstwa Morskiego, założyciel ośrodka Stella Maris w Gdyni